# Епархија горњокарловачка
Епархија горњокарловачка је епархија Српске православне цркве са сједиштем у Карловцу, гдје се налази и Саборна црква и владичански двор епархије. Некадашње сједиште епархије било је Плашком, у Лици, па се стога епархија називала и Плашчанском епархијом.
Надлежни архијереј је епископ Герасим (Поповић).
Епархија горњокарловачка покрива православне вернике у западној Хрватској, и то на Кордуну, Банији, Лици, Крбави, Горском Котару, Кварнеру, Истри, као и у сасвим малом делу јужне Словеније (Бела Крајина са црквом у Бојанцима).

## Историја
Горњокарловачка епархија је добила назив по граду Карловцу, који је међу Србима називан и Горњим Карловцем ради бољег разликовања од Сремских Карловаца. Православни Срби ове просторе насељавају већ током 15. вијека, а нарочито током првих деценија 16. вијека. Главна станишта су им Жумберак и Бела Крајина, а потом насељавају просторе око Гомирја и Горски Котар. У време турске управе средњом Ликом (1528—1699), на личке и крбавске врлети долазе Срби из унутрашњости Босне, Херцеговине и суседне Далмације. Многи од њих прелазе одавде на хабзбуршку територију, односно на просторе Војне крајине. За време турске власти, духовни надзор над православним Србима на подручјима Лике, Крбаве, Поуња и Зринопоља врше дабробосански митрополити.
Такво стање владало је до краја 17. вијека када су области Зринопоља (Банија), Лике и Крбаве ослобођене од турске власти. Око 1695. године, на ове просторе долази избјегли дабробосански митрополит Атанасије Љубојевић који успева да створи нову епархију за подручја Карловачког генералата, Зринопоља (Банија), Лике и Крбаве. Подручје ове епархије је у српском народу постало познато и као Горња Крајина.
Након смрти владике Атанасија (1712), на српском сабору који је одржан 1713. године у Сремским Карловцима донета је одлука да се ова епархија подели на две посебне епархије: Карловачко-гомирску на челу са епископом Данилом Љуботином и Костајничко-зринопољску на челу са епископом Дионисијем Угарковићем. Након разних промена и неколико преуређења епархијског подручја, ове епархије су коначно спојене 1771. године и од тада поново чине јединствену Горњокарловачку епархију. 
У вријеме горњокарловачког епископа Данила Јакшића почела је изградња цркве у Плашком, храм је завршен и освећен 23. августа 1763. године.
Горњокарловачка епархија је тешко пострадала током Другог свјетског рата. Током Грађанског рата у Хрватској зграда Горњокарловачке митрополије у Карловцу уништена је од подметнуте бомбе 26. децембра 1993. године.

## Архијерејска намјесништва
Данас Епархију горњокарловачку сачињавају пет архијерејских намјесништава: Глинско, Карловачко, Костајничко-дворско, Личко и Плашчанско.
Архијерејско намјесништво глинско обухвата Бачугу, Блатушу, Блињу, Бовић, Бојну, Брезово Поље, Бузету, Влаховић, Вргинмост, Глину, Велики Градац, Мали Градац, Драготину, Јабуковац, Кирин, Доњи Класнић, Обљај, Перну, Петрињу, Глинску Пољану, Мајске Пољане, Славско Поље, Стипан, Топуско, Хајтић, Чемерницу и Велики Шушњар.
Архијерејско намјесништво карловачко обухвата Бувачу, Вељун, Војнић, Горњи Будачки, Доњи Будачки, Дуњак, Карловац, Коларић, Крстињу, Кордунски Љесковац, Мариндол, Машвину, Мочила, Перјасицу, Полој, Примишље, Радовицу, Садиловац, Сјеничак, Скрад Горњи, Слуњ, Слушницу, Тоболић, Требињу, Тушиловић, Утињу и Цвијановић Брдо.
Архијерејско намјесништво костајничко-дворско обухвата Брђане, Вукошевачке Брђане, Шамарицу, Велика Градусу, Двор, Дрљаче, Дубицу, Живају, Жировац, Јавницу, Јаворањ, Јошавицу, Комоговину, Костајницу, Кукурузаре, Љубину, Меминску, Меченчане, Рујевац, Свиницу, Слабињу, Старо Село, Утолицу, Црквени Бок, Шаканлије и Шегестин.
Архијерејско намјесништво личко обухвата Бјелопоље, Лучане, Брлог, Брувно, Бунић, Висућ, Вребац, Врело Коренице, Водотеч, Горње Врховине, Доње Врховине, Госпић, Грачац, Дабар, Дебело Брдо, Дивосело, Добросело, Дољани (Доњи Лапац), Дољани (Оточац), Залужницу, Зрмању, Јошане, Комић, Кореницу, Косињ, Крбавицу, Доњи Лапац, Мазин, Медак, Мекињар, Могорић, Мутилић, Небљусе, Осредце, Острвицу, Оточац, Личко Петрово Село, Плочу, Подлапачу, Попину Велику, Почитељ, Прибудић, Радуч, Сењ, Смиљан, Срб, Средњу Гору, Студенце, Горњу и Доњу Сувају, Швицу, Широку Кулу, Шкаре и Штикаду.
Архијерејско намјесништво плашчанско обухвата Дрежница, Горње Дубраве, Дубраве, Јасенак, Личку Јесеницу, Муњаву, Огулин, Перој, Плашки, Поникве, Пулу, Ријеку, Српске Моравице, Тржић и Цриквеницу.

## Епископи
Горњокарловачки епископи:
| Портрет | Име и презиме (Време старешина)                                 |
| ------- | --------------------------------------------------------------- |
|         | Атанасије Љубојевић (1695—1712),                                |
|         | Данило Љуботина (1713—1739),                                    |
|         | Павле Ненадовић (1744—1748), администратор епархије (1748—1749) |
|         | Данило Јакшић (1751—1771),                                      |
|         | Јосиф Стојановић (1771—1774),                                   |
|         | Петар Петровић (1774—1783),                                     |
|         | Јован Јовановић (1783—1786),                                    |
|         | Генадије Димовић (1786—1796),                                   |
|         | Стефан Авакумовић (1798—1801),                                  |
|         | Петар Јовановић Видак (1801—1806),                              |
|         | Мојсије Миоковић (1807—1823),                                   |
|         | Лукијан Мушицки (1828—1837),                                    |
|         | Евгеније Јовановић (1839—1854),                                 |
|         | Сергије Каћански (1858—1859),                                   |
|         | Петар Јовановић (1859—1864),                                    |
|         | Лукијан Николајевић (1865—1872),                                |
|         | Теофан Живковић (1874—1890),                                    |
|         | Михаило Грујић (1891—1914),                                     |
|         | Иларион Зеремски (1920—1931),                                   |
|         | Максимилијан Хајдин (1931—1936),                                |
|         | Сава Трлајић (1938—1941),                                       |
|         | Никанор Иличић (1947—1951),                                     |
|         | Симеон Злоковић (1951—1990),                                    |
|         | Никанор Богуновић (1991—1999),                                  |
|         | Фотије Сладојевић, администратор епархије (2000—2004)           |
|         | Герасим Поповић (од 2004).                                      |

### Епископи костајнички
- Дионисије Угарковић (1713—1716),
- Никанор Димитријевић (1716—1728),
- Стефан Љубибратић (1728—1737),
- Алексије Андрејевић (1737—1749),
- Арсеније Теофановић (1750—1753),
- Јосиф Стојановић (1754—1771).

## Манастири
Епархија поседује четири манастира:
1. Гомирје,
2. Горица,
3. Комоговина,
4. Медак.